# 中国人民解放军三二一八三部队医院
中国人民解放军三二一八三部队医院，位于吉林省白城市洮北区海明西路81号，为二级甲等医院。

## 简介
中国人民解放军第三二一医院始建于1964年。第三二一医院每年为沈阳军区体系部队上门送医送药，《解放军报》曾以“十年保障百万兵”为题报道。医院眼科为“沈阳军区眼科治疗中心”。医院曾派医疗队参加唐山大地震抗震救灾和1987年大兴安岭扑火，先后获“功臣医疗队”、“烈火挡不住的医疗队”等称号，医院连续10年被沈阳军区联勤部评为“基层建设先进团单位”。2014年10月14日，医院成功进行了一例全脑血管造影术诊疗，这标志着医院在沈阳军区总医院的帮带之下，已经能独立开展全脑血管造影术和颅内介入治疗。
2016年，在深化国防和军队改革中，中国人民解放军第三二一医院由中国人民解放军沈阳军区转隶沈阳联勤保障中心。
2018年，由联勤保障部队医院转隶为陆军，并与原521医院融合组建驻白解放军三二一八三部队医院。

## 历任领导
| 院长 …… - 孙景海（？—？） - 许国珍（？—？） …… | 政治委员 …… - 田敬革（？—？） …… |